# Скоково (Рыбинский район)
Скоково — деревня Арефинского сельского поселения Рыбинского района Ярославской области .
Деревня стоит на правом высоком, около 20 м берегу реки Ухра, выше по течению и к юго-востоку от центра сельского поселения села Арефино, на расстоянии 8,5 км по прямой. Через Скоково вниз по правому берегу проходит дорога, связывающая деревню с центром сельского поселения. Ближайшая в этом направлении деревня Ивановское удалена на 1,3 км к западу. Выше по течению, на расстоянии 1,5 км к северо-востоку располагается деревня Веретеново, последняя деревня Арефинского сельского поселения вверх по правому берегу Ухры. На противоположном левом берегу между Скоково и Веретеново стоит деревня Кузнецово, последняя деревня Арефинского сельского поселения вверх по левому берегу Ухры. От Скоково в северном направлении идёт дорога к наиболее крупной деревне в восточной части поселения Починок-Болотово, удалённой на 2 км. На половине этого расстояния дорога минует небольшую деревню Починок-Слепущий .
Деревня Скокова обозначена на плане Генерального межевания Рыбинского уезда 1792 года.
На 1 января 2007 года в деревне Скоково не числилось постоянных жителей . Почтовое отделение, расположенное в деревне Починок–Болотово, обслуживает в деревне Скоково 3 дома .